# Horst Hacker
Horst Heinrich Richard Hacker (* 26. Juli 1905 in Berlin; † 31. Oktober 1988 in Bonn) war ein deutscher Jurist und Landrat.

## Leben
Hacker studierte Rechtswissenschaften in Marburg, Breslau und Thüringen.
Er war von 1935 bis 1938 Landrat im Kreis Glogau und anschließend bis 1939 Landrat in Kreis Grimmen. von September 1939 bis Februar 1940 war er Oberlandrat von Pardubitz. Hacker wurde 1940 Nachfolger des Landrats Ernst Drewes in Eisleben. Im preußischen Mansfelder Seekreis des Regierungsbezirkes Merseburg der Provinz Sachsen wirkte er bis zu seiner Entlassung unmittelbar nach dem Ende des Zweiten Weltkriegs 1945.
1955 publizierte Hacker als Landrat z. Wv. in der Zeitschrift Die Öffentliche Verwaltung.
1961 war er als Landrat a. D. Beigeordneter des Deutschen Landkreistages in Bonn. Hacker lebte in Siegburg.